# Liste der Kulturdenkmale in Bechstedt

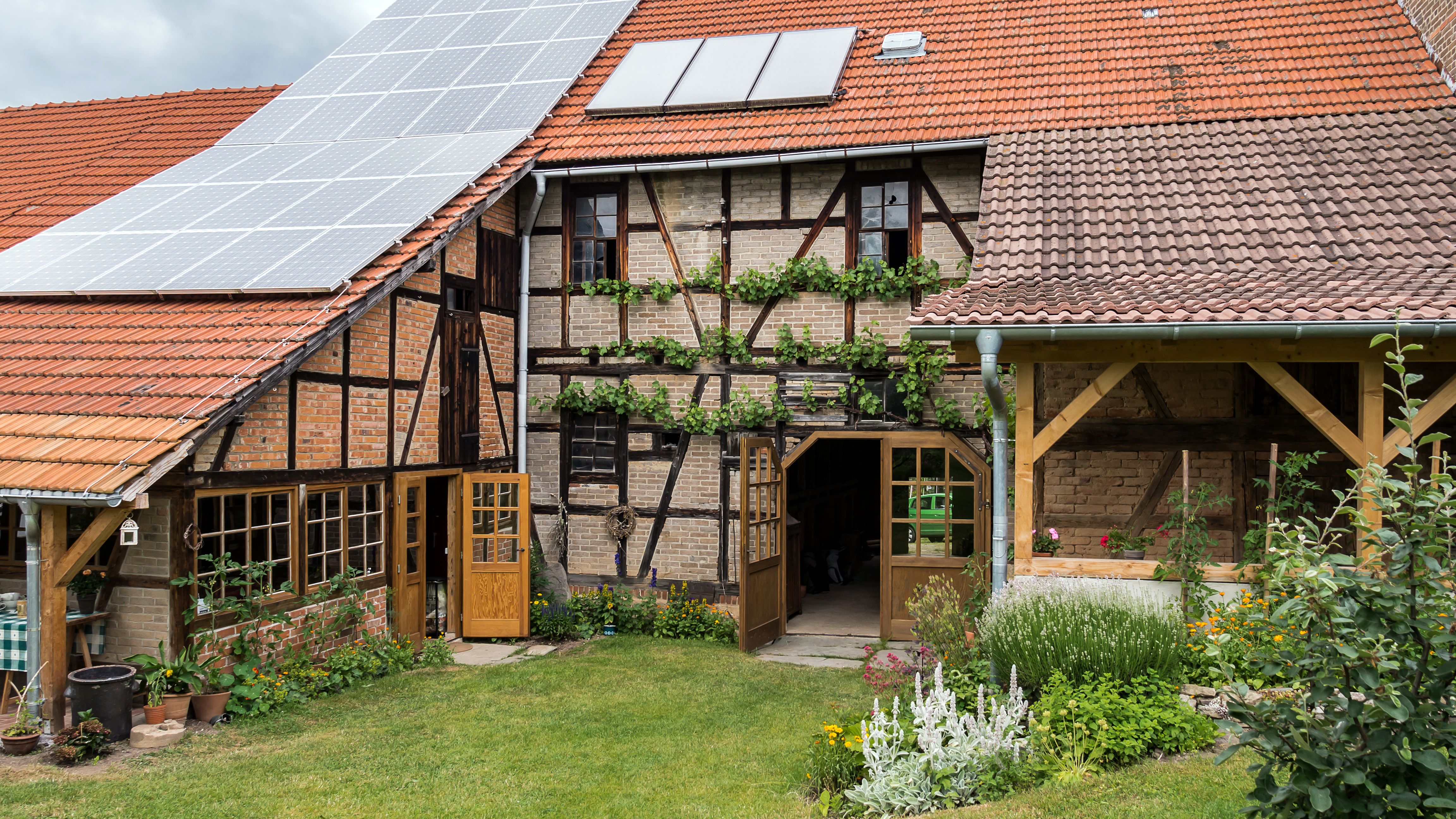
Kulturscheune

In der Liste der Kulturdenkmale in Bechstedt sind alle Kulturdenkmale der thüringischen Gemeinde Bechstedt (Landkreis Saalfeld-Rudolstadt) und ihrer Ortsteile aufgelistet (Stand: 12. Februar 2013).

## Denkmalensemble in Bechstedt
| Bild            | Bezeichnung                                           | Lage                           | Datierung | Beschreibung | ID |
| --------------- | ----------------------------------------------------- | ------------------------------ | --------- | ------------ | -- |
| Fotos hochladen | Denkmalensemble „Scheunenreihe“ (zu Nr. 17–20 und 32) | Ortsstraße 17 – 20, 32 (Karte) |           |              |    |

## Einzeldenkmale in Bechstedt
| Bild                           | Bezeichnung                                                                                      | Lage                                | Datierung | Beschreibung | ID |
| ------------------------------ | ------------------------------------------------------------------------------------------------ | ----------------------------------- | --------- | ------------ | -- |
| Fotos hochladen                | Gleis/Bestandteil der Sachgesamtheit „Eisenbahnstrecke Oberweißbacher Berg- und Schwarzatalbahn“ | Gleis nördlich des Bahnhofs (Karte) |           |              |    |
| Fotos hochladen                | Gleis/Bestandteil der Sachgesamtheit „Eisenbahnstrecke Oberweißbacher Berg- und Schwarzatalbahn“ | Gleis südlich des Bahnhofs (Karte)  |           |              |    |
| Fotos hochladen                | Gedenkstätte für elf polnische Buchenwald-Häftlinge                                              | Nördl.Ortsstraße 44 (Karte)         |           |              |    |
| Fotos hochladen                | Feuerwehrgerätehaus                                                                              | gegenüber Ortsstraße 30 (Karte)     |           |              |    |
| Fotos hochladen                | Scheune/Bestandteil Denkmalensemble „Scheunenreihe“                                              | Ortsstraße 17 (Karte)               |           |              |    |
| Fotos hochladen                | Scheune/Bestandteil Denkmalensemble „Scheunenreihe“                                              | Ortsstraße 18 (Karte)               |           |              |    |
| weitere Bilder Fotos hochladen | Gehöft                                                                                           | Ortsstraße 19 (Karte)               |           |              |    |
| Fotos hochladen                | Scheune/Bestandteil Denkmalensemble „Scheunenreihe“                                              | Ortsstraße 20 (Karte)               |           |              |    |
| Fotos hochladen                | Gehöft                                                                                           | Ortsstraße 21 (Karte)               |           |              |    |
| Fotos hochladen                | Stallungen und Scheune                                                                           | Ortsstraße 26a (Karte)              |           |              |    |
| weitere Bilder Fotos hochladen | Ehemaliges Rittergut                                                                             | Ortsstraße 31 (Karte)               |           |              |    |
| Fotos hochladen                | Scheune/Bestandteil Denkmalensemble „Scheunenreihe“                                              | Ortsstraße 32 (Karte)               |           |              |    |
| Fotos hochladen                | Wohnhaus                                                                                         | Ortsstraße 33 (Karte)               |           |              |    |
| Fotos hochladen                | Wohnhaus                                                                                         | Ortsstraße 35 (Karte)               |           |              |    |
| Fotos hochladen                | Bahnhof Bechstedt-Trippstein, Empfangsgebäude mit Anbau für Diensträume                          | Ortsstraße 45 (Karte)               |           |              |    |

## Quelle
- Denkmalliste des Landkreises Saalfeld-Rudolstadt. (PDF; 632 kB) kreis-slf.de